# اتحاد غرب إفريقيا لكرة القدم
اتحاد غرب أفريقيا لكرة القدم هو اتحادية كرة قدم تجمع أمم غرب أفريقيا. الاتحادية تابعة للاتحاد الأفريقي لكرة القدم. وقد أُسست عام 1975.

## الأعضاء الحاليون

### منطقة أ
| الدولة       | الانتساب | الاتحاد                       |
| ------------ | -------- | ----------------------------- |
| الرأس الأخضر | 1975     | اتحاد الرأس الأخضر لكرة القدم |
| غامبيا       | 1975     | اتحاد غامبيا لكرة القدم       |
| غينيا        | 1975     | اتحاد غينيا لكرة القدم        |
| غينيا بيساو  | 1975     | اتحاد غينيا بيساو لكرة القدم  |
| ليبيريا      | 1975     | اتحاد ليبيريا لكرة القدم      |
| مالي         | 1975     | اتحاد مالي لكرة القدم         |
| موريتانيا    | 1975     | اتحاد موريتانيا لكرة القدم    |
| السنغال      | 1975     | اتحاد السنغال لكرة القدم      |
| سيراليون     | 1975     | اتحاد سيراليون لكرة القدم     |

### منطقة ب
| الدولة       | الانتساب | الاتحاد                       |
| ------------ | -------- | ----------------------------- |
| بنين         | 1975     | اتحاد بنين لكرة القدم         |
| بوركينا فاسو | 1975     | اتحاد بوركينا فاسو لكرة القدم |
| ساحل العاج   | 1975     | اتحاد ساحل العاج لكرة القدم   |
| غانا         | 1975     | اتحاد غانا لكرة القدم         |
| النيجر       | 1975     | اتحاد النيجر لكرة القدم       |
| نيجيريا      | 1975     | اتحاد نيجيريا لكرة القدم      |
| توغو         | 1975     | اتحاد توغو لكرة القدم         |